# كتاب الثقات
الثقات يعد الكتاب مرجعاً من المراجع العلمية الهامة في علم الجرح والتعديل ومعرفة أحوال الرجال، يرجع إليه أئمة الحديث والمجتهدون في الكشف عن أحوال الرجال ومعرفة الثقات من المجروحين. الكتاب من تأليف ابن حبان.

## نبذة عن الكتاب
تميز الكتاب بمزايا كثيرة من أهمها مكانة العلمية وتقدمه في هذا الشأن، وما قد ذكره من الأدلة على وجوب بيان حال الرواة الضعفاء والرد على من أنكر ذلك، وما ذكره أيضاً من الأسباب العشرين التي يمكن أن يجرح بها الراوي، وما ذكره من أجناس أحاديث الثقات التي لا يجوز الاحتجاج بها، ويعتبر كتاب الثقات " موسوعة ضخمة في أسماء رواة الحديث المتكلم فيهم، سواء كان الكلام مسلّماً أو غير مسلًم.

## نهج المؤلف
جمع ابن حبان في مصنفه عددًا كبيرًا من رواة الحديث الثقات، يزيد على 4475 راويًا من الصحابة والتابعين وتابعي التابعين ومن روى عن أتباع التابعين، يذكر اسم الراوي وعمن روى ومن روى عنه، إلا أنه أفرد في بداية الكتاب ما يزيد عن 245 صفحة في أحداث السيرة النبوية وأسماء من توالى على الخلافة بعد رسول الله إلى الخليفة المطيع بن المقتدر العباسي.
قال المؤلف في مقدمة كتابه:
| كتاب الثقات | لما رأيت معرفة السنن من أعظم أركان الدين وأن حفظها يجب على أكثر المسلمين وأنه لا سبيل إلى معرفة السقيم من الصحيح ولا صحة إخراج الدليل من الصريح إلا بمعرفة ضعفاء المحدثين كيفية ما كانوا عليه من الحالات أردت أن أملي أسامي أكثر المحدثين ومن الفقهاء من أهل الفضل والصالحين ومن سلك سبيله من الماضين بحذف الأسانيد والإكثار ولزم سلوك الاختصار ليسهل على الفقهاء حفظها ولا يصعب على الحافظ وعيها والله أسأل التوفيق لما أوصانا والعون على ما له قصدنا. | كتاب الثقات |

## وصلات خارجية
- تحميل كتاب الثقات لابن حبان